# Остон Трасті
Остон Трасті (англ. Auston Trusty, нар. 12 серпня 1998, Медія) — американський футболіст, захисник шотландського клубу «Селтік» та національної збірної США.

## Клубна кар'єра
Народився 12 серпня 1998 року в місті Медія, штат Пенсільванія. Вихованець футбольної школи клубу «Філадельфія Юніон». У 2016 році він почав виступати за резервну команду філадельфійців, «Бетлегем Стіл» в USL, взявши участь у 44 матчах чемпіонату, а 2018 року дебютував і за першу команду у MLS, де провів два сезони.
У кінці 2019 року перейшов у «Колорадо Репідс», де провів наступні два сезони. Після цього 31 січня 2022 року Трасті підписав контракт з англійським «Арсеналом», але залишився в «Колорадо Репідз» до липня. Відразу після цього «Арсенал» віддав Трасті в оренду клубу Чемпіоншипу «Бірмінгем Сіті» на сезон 2022/23.
3 серпня 2023 року Трасті підписав контракт з «Шеффілд Юнайтед». Він дебютував у Прем'єр-лізі 16 вересня у програному виїзному матчі проти «Тоттенгем Готспур» (1:2) і загалом за сезон зіграв 32 гри чемпіонату, але його команда вилетіла з вищого дивізіону.
30 серпня 2024 року Трасті підписав п'ятирічний контракт з шотландським «Селтіком». У першому ж сезоні він виграв з командою чемпіонат і Кубок шотландської ліги. Станом на 25 червня 2025 року відіграв за команду з Глазго 22 матчі в національному чемпіонаті.

## Виступи за збірні
2015 року дебютував у складі юнацької збірної США до 17 років, з якою взяв участь у юнацькому чемпіонаті світу в Чилі. Згодом грав за юнацьку команду до 19 років, у складі якої взяв участь у Кубку Атлетико на Канарських островах. Загалом на юнацькому рівні взяв участь у 6 іграх.
Протягом 2016—2017 років залучався до складу молодіжної збірної США. З цією командою 2017 року він виграв молодіжний чемпіонат КОНКАКАФ у Коста-Риці, що дозволило Трасті з командою того ж року взяти участь і у молодіжному чемпіонаті світу в Південній Кореї. Всього на молодіжному рівні зіграв у 10 офіційних матчах і забив 1 гол.
20 грудня 2018 року Трасті був вперше викликаний до національної збірної США на товариські матчі зі збірними Панами та Коста-Рики, але в обох матчах залишався в запасі. За збірну США він дебютував 24 березня 2023 року в матчі Ліги націй КОНКАКАФ проти збірної Гренади (7:1), вийшовши у стартовому складі.
| Дата       | Місто         | Господарі | Результат | Гості | Турнір                                      | Голи | Примітки |
| ---------- | ------------- | --------- | --------- | ----- | ------------------------------------------- | ---- | -------- |
| 25-3-2023  | Сент-Джорджес | Гренада   | 1 – 7     | США   | Ліга націй КОНКАКАФ 2022—2023 - 1-й етап    | -    |          |
| 19-6-2023  | Парадайз      | Канада    | 0 – 2     | США   | Ліга націй КОНКАКАФ 2022—2023 - Фінал       | -    | 79'      |
| 15-10-2024 | Гвадалахара   | Мексика   | 2 – 0     | США   | товариський матч                            | -    | 83'      |
| 14-11-2024 | Кінгстон      | Ямайка    | 0 – 1     | США   | Ліга націй КОНКАКАФ 2024—2025 - чвертьфінал | -    | 87'      |
| Усього     |               | Матчів    | 4         |       | Голів                                       | 0    |          |

## Титули і досягнення
- Чемпіон Шотландії (1):

«Селтік»: 2024/25
- Володар Кубка шотландської ліги (1):

«Селтік»: 2024/25